# Darantasia punctata
Darantasia punctata är en fjärilsart som beskrevs av George Francis Hampson 1900. Darantasia punctata ingår i släktet Darantasia och familjen björnspinnare. Inga underarter finns listade i Catalogue of Life.